# Слатина (община Андриевица)
Вижте пояснителната страница за други значения на Слатина.
Слатина (на сръбски: Слатина) е село в Черна гора, част от Община Андриевица. Населението на селото през 2003 година е 405 души, предимно етнически сърби.

## Население
- 1948 – 396 жители
- 1953 – 447 жители
- 1961 – 418 жители
- 1971 – 407 жители
- 1981 – 392 жители
- 1991 – 405 жители
- 2003 – 405 жители

### Етнически състав
(2003)
- 339 (83,7 %) – сърби
- 54 (13,33 %) – черногорци
- 1 (0,24 %) – хървати
- 1 (0,24 %) – словенци
- 1 (0,24 %) – македонци
- 1 (0,24 %) – югославяни
- 2 (0,49 %) – неопределени

|  | Тази страница частично или изцяло представлява превод на страницата „Слатина (Андријевица)“ в Уикипедия на сръбски. Оригиналният текст, както и този превод, са защитени от Лиценза „Криейтив Комънс – Признание – Споделяне на споделеното“, а за съдържание, създадено преди юни 2009 година – от Лиценза за свободна документация на ГНУ. Прегледайте историята на редакциите на оригиналната страница, както и на преводната страница, за да видите списъка на съавторите. ВАЖНО: Този шаблон се отнася единствено до авторските права върху съдържанието на статията. Добавянето му не отменя изискването да се посочват конкретни източници на твърденията, които да бъдат благонадеждни. |